# Corytophanidae
Die Corytophanidae sind eine Familie der Leguanartigen (Iguania), die von Zentralmexiko über Mittel- bis ins nordwestlichen Südamerika verbreitet sind. Es sind schlanke und langbeinige, kleine bis mittelgroße Echsen. Sie erreichen Kopf-Rumpflängen von neun bis zwanzig Zentimetern. Bei den Helmleguanen und Kronenbasilisken haben beide Geschlechter große Hautkämme am Kopf, bei den Basilisken nur die größeren Männchen. Helm- und Stirnlappenbasilisk haben zusätzlich Kämme auf Rücken und Schwanz. Die Hautkämme werden beim Imponieren sowie der Balz ausgestreckt und vergrößern die Tiere optisch.
Basilisken haben vergrößerte Schuppen an den Seiten der Zehen, so dass sie auf der Flucht auch sehr schnell über Wasserläufe laufen können.
Apomorphien, die die Corytophanidae von anderen Leguanartigen unterscheiden, sind unter anderem ein Y-förmiges Scheitelbein (nicht bei Laemanctus) und besondere Wirbel in der Schwanzwirbelsäule.

## Lebensweise
Die Corytophanidae leben in Regen- und Trockenwäldern, Helmleguane und Kronenbasilisken auf Bäumen, Basilisken eher auf dem Boden, oft in der Nähe von Wasserläufen.
Alle Corytophanidae ernähren sich von Insekten und anderen kleineren Tieren und vermehren sich, bis auf den ovoviviparen Corytophanes percarinata, ovipar.

## Systematik
Die Corytophanidae galten zunächst als Unterfamilie der Leguane (Iguanidae), bis sie 1989 von Frost und Etheridge in den Rang einer Familie gehoben wurden. Die rein arborealen (baumbewohnenden) Gattungen Corytophanes und Laemanctus bilden zusammen eine bisher unbenannte Klade.
- Corytophanidae Fitzinger, 1843
  - Basilisken (Basiliscus)

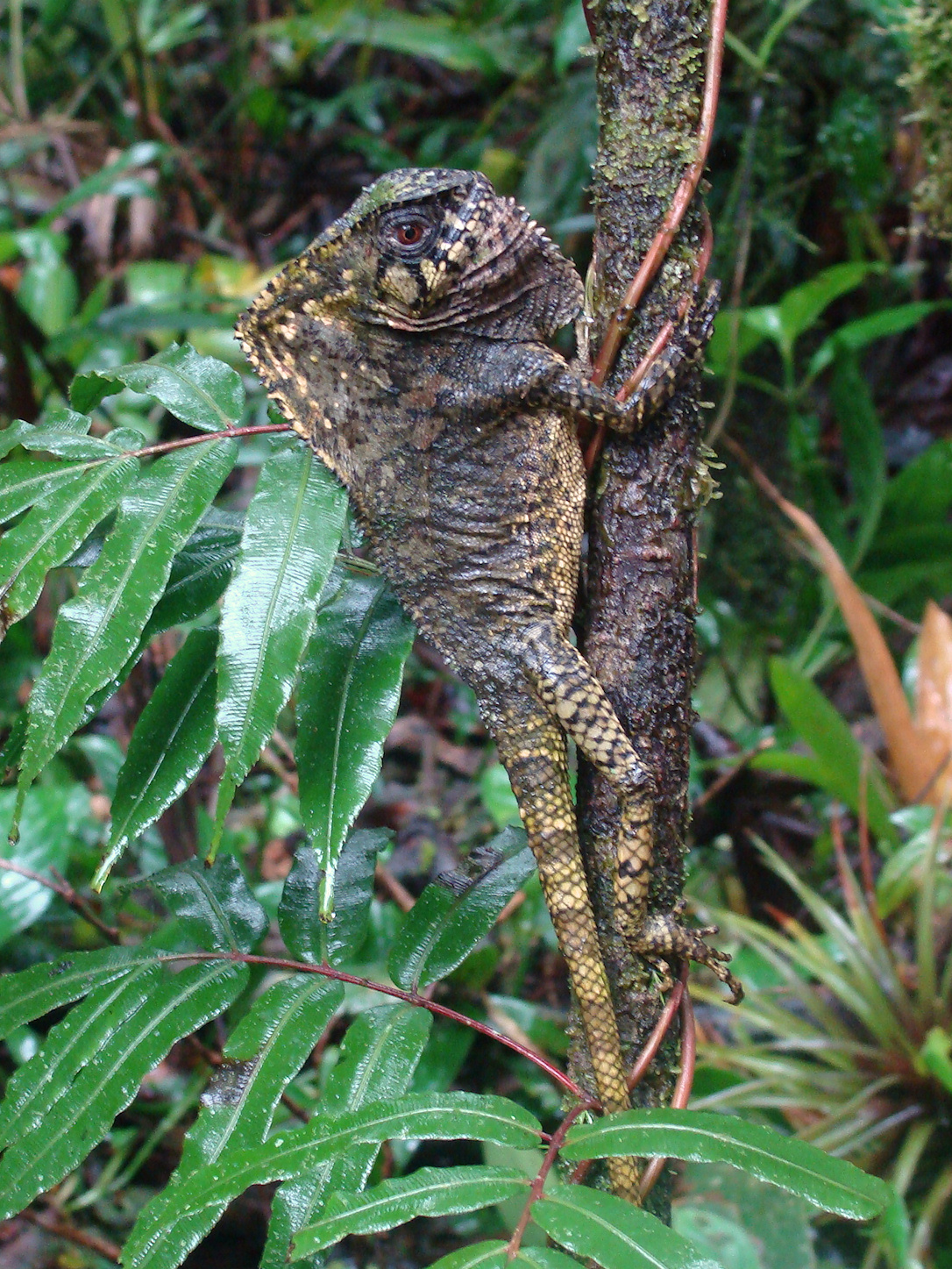
Corytophanes cristatus

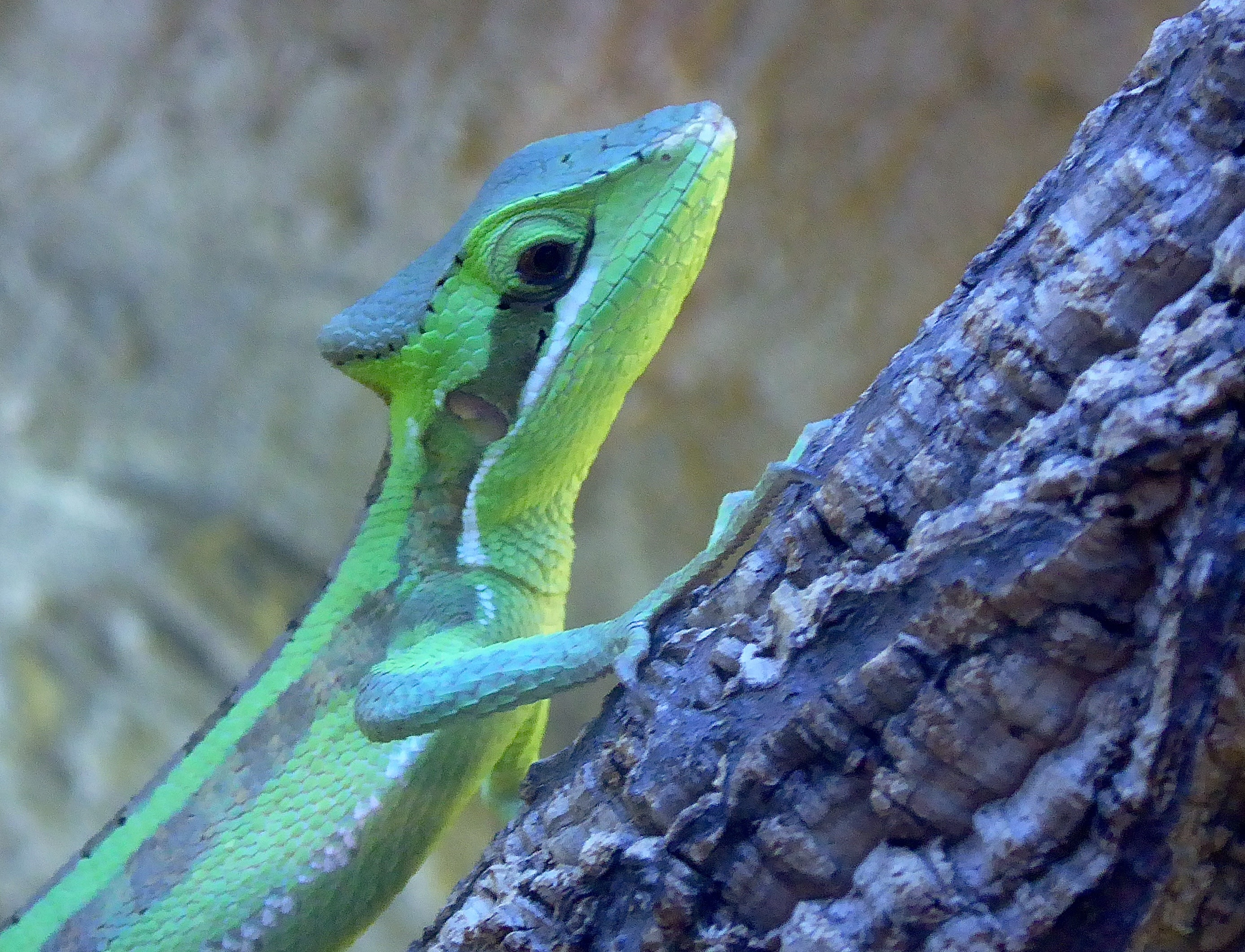
Kronenbasilisk

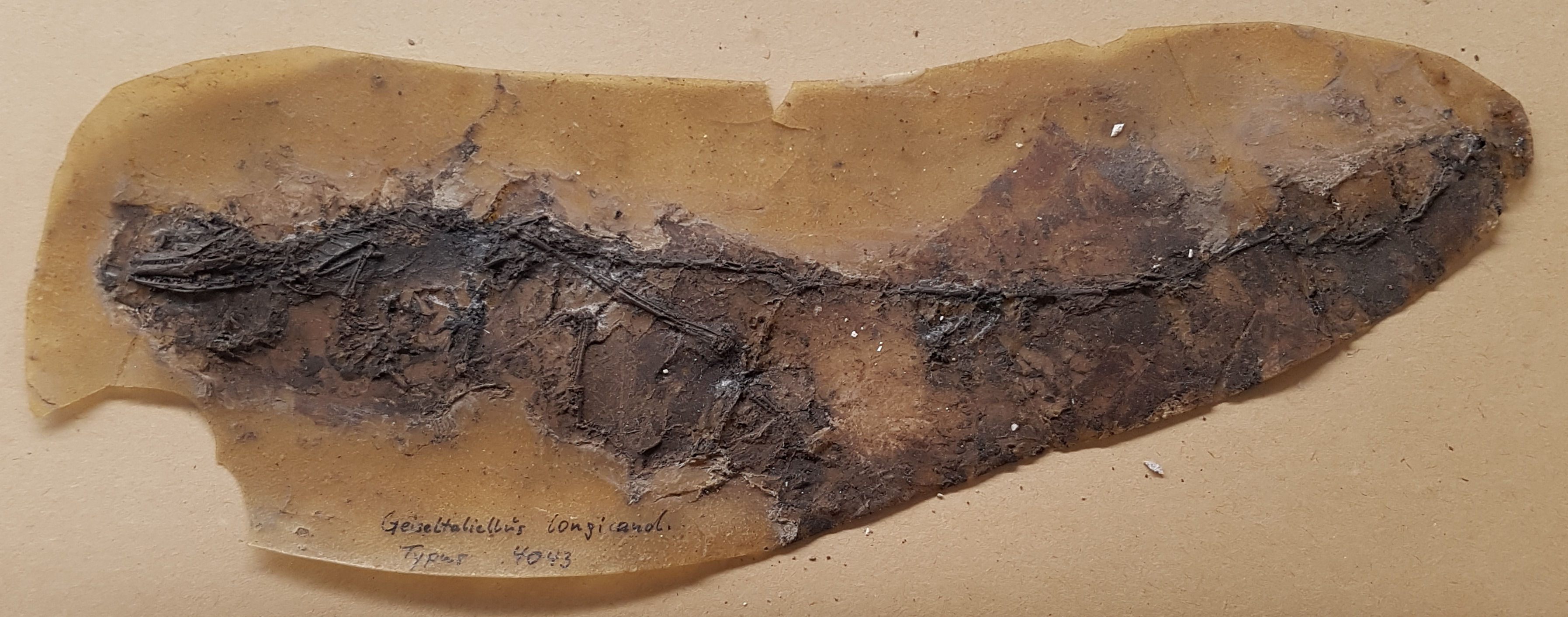
Skelettfund von Geiseltaliellus aus dem Mittleren Eozän des Geiseltals

    - Helmbasilisk (Basiliscus basiliscus (Linnaeus, 1758))
    - Ecuadorbasilisk (Basiliscus galeritus Duméril, 1851)
    - Stirnlappenbasilisk (Basiliscus plumifrons Cope, 1876)
    - Streifenbasilisk (Basiliscus vittatus Wiegmann, 1828)

  - Corytophaninae
    - † Geiseltaliellus Kuhn, 1944
    - Helmleguane (Corytophanes)
      - Corytophanes cristatus (Merrem, 1821)
      - Corytophanes hernandesii (Wiegmann, 1831)
      - Corytophanes percarinatus Duméril, 1856

    - Kronenbasilisken (Laemanctus)
      - Laemanctus longipes Wiegmann, 1834
      - Laemanctus serratus Cope, 1864

    - † Babibasiliscus Conrad, 2015

## Stammesgeschichte
Zu den frühesten Vertretern der Corytophanidae gehören Geiseltaliellus und Babibasiliscus. Ersterer ist unter anderem aus dem Geiseltal und der Grube Messel, beide in Deutschland gelegen, bekannt, und über mehrere, teils vollständige Skelettfunde belegt, die auf ein 20 bis 30 cm langes Tier schließen lassen. Die Gattung wird aber teilweise auch den Leguanen zugewiesen. Das Alter der beiden Fundstellen liegt bei 47 bis 43 Millionen Jahren, was dem Mittleren Eozän entspricht. Letzterer konnte im Jahr 2015 anhand eines vollständigen Schädels und den ersten beiden Halswirbeln aus der Bridger-Formation im US-Bundesstaat Wyoming beschrieben werden. Sein Alter wird auf 48 Millionen Jahre datiert, er ist nahe mit den Kronenbasilisken verwandt. Die Familie ist zwar heute in Zentral- und Südamerika verbreitet, sie entstand aber möglicherweise weiter im Norden in Nordamerika oder Eurasien. Im Mittleren Eozän war es in Nordamerika im Jahresdurchschnitt um etwa 9 °C wärmer als heute, was dichte tropische bis subtropische Wälder befürwortete.